# VM i landevejscykling 2023 – Enkeltstart (junior damer)
Dame juniorernes enkeltstart ved VM i landevejscykling 2023 var den 29. udgave af mesterskabet. Den blev afholdt torsdag den 10. august 2023 på en 13,5 km lang rute med start og mål i Stirling, Skotland.
Australske Felicity Wilson-Haffenden vandt løbet.

## Hold og ryttere

### Danskere
- Alberte Greve
- Olympia Bianca Norrid-Mortensen

## Resultater
| #  | Rytter                          | Nation         | Tid       |
| -- | ------------------------------- | -------------- | --------- |
| 1  | Felicity Wilson-Haffenden       | Australien     | 19.31,51  |
| 2  | Izzy Sharp                      | Storbritannien | + 16,59   |
| 3  | Federica Venturelli             | Italien        | + 29,30   |
| 4  | Lucy Benezet Minns              | Irland         | + 36,26   |
| 5  | Mackenzie Coupland              | Australien     | + 41,49   |
| 6  | Hanna Kunz                      | Tyskland       | + 49,97   |
| 7  | Pia Grunewald                   | Tyskland       | + 52,40   |
| 8  | Fee Knaven                      | Holland        | + 58,70   |
| 9  | Julie Bego                      | Frankrig       | + 1.00,16 |
| 10 | Cat Ferguson                    | Storbritannien | + 1.00,43 |
| 11 | Tabea Huys                      | Østrig         | + 1.01,08 |
| 12 | Juliana Londono David           | Colombia       | + 1.01,93 |
| 13 | Alberte Greve                   | Danmark        | + 1.06,01 |
| 14 | Nora Linton                     | Canada         | + 1.10,20 |
| 15 | Martyana Szczesna               | Polen          | + 1.16,14 |
| 16 | Celia Grey                      | Frankrig       | + 1.27,40 |
| 17 | Xaydée Van Sinaey               | Belgien        | + 1.27,43 |
| 18 | Alice Toniolli                  | Italien        | + 1.31,08 |
| 19 | Skaiste Mikasauskaite           | Litauen        | + 1.36,16 |
| 20 | Barbara Cywinska                | Polen          | + 1.42,72 |
| 21 | Angie Londono Posada            | Colombia       | + 1.45,48 |
| 22 | Olympia Bianca Norrid-Mortensen | Danmark        | + 1.46,07 |
| 23 | Luca Vierstraete                | Belgien        | + 1.50,05 |
| 24 | Eloise Camire                   | Canada         | + 1.51,28 |
| 25 | Zoe van Velzen                  | Holland        | + 1.52,88 |
| 26 | Aline Epp                       | Schweiz        | + 1.54,92 |
| 27 | Katerina Douderova              | Tjekkiet       | + 1.56,82 |
| 28 | Ella Brebbeman                  | USA            | + 2.04,19 |
| 29 | Maia Barclay                    | New Zealand    | + 2.10,17 |
| 30 | Samantha Scott                  | USA            | + 2.10,21 |
| 31 | Ina Nakken                      | Norge          | + 2.14,59 |
| 32 | Nela Kankovska                  | Tjekkiet       | + 2.18,89 |
| 33 | Aine Doherty                    | Irland         | + 2.19,41 |
| 34 | Maayan Tal                      | Israel         | + 2.20,57 |
| 35 | Yuliia Pchelintseva             | Ukraine        | + 2.27,53 |
| 36 | Valeria Ponomarenko             | Ukraine        | + 2.45,31 |
| 37 | Neza Zupanic                    | Slovenien      | + 2.49,15 |
| 38 | Anna Rzoncova                   | Slovakiet      | + 3.15,34 |
| 39 | Muireann Green                  | New Zealand    | + 3.21,85 |
| 40 | Violeta Hernandez Diaz          | Spanien        | + 3.29,57 |
| 41 | Patience Effiong Otuodung       | Nigeria        | + 3.42,87 |
| 42 | Ali Maryam                      | Pakistan       | + 7.18,87 |